# Alexandra
Alexandra ist ein weiblicher Vorname.

## Herkunft und Bedeutung
Beim Namen Alexandra handelt es sich um die weibliche Variante von Alexander.

## Verbreitung

### Antike
Der Name ist in seiner Linear-B-Schreibweise A-re-ka-sa-da-ra ist der Name um 1200 v. Chr. bereits in mykenischer Zeit bezeugt als Beiname von Hera und alternativer Name von Kassandra.
Ebenfalls in mykenischer Zeit wurde in Amyklai eine Schutzgöttin Alexandra verehrt: Auf einer Inschriftensäule, die ein Relief einer Leier spielenden Göttin zeigt, finden sich die Worte „im Heiligtum der Alexandra“. Der Kultus der Alexandra ist auch für Leuktra in Lakonien und für die Daunier bezeugt.

### Deutscher Sprachraum
Der Name Alexandra [a.lɛ.ˈksan.dʁa] ist in Deutschland seit den 1950er Jahren geläufig. In den 1960er Jahren stieg er in die Top-100 der Vornamenscharts auf. Von 1978 bis 1988 zählte er zu den 30 beliebtesten Mädchennamen. Mit Rang 14 erreichte der Name seine höchste Platzierung im Jahr 1974. In den 2000er Jahren geriet der Name außer Mode. Zuletzt belegte er in den Vornamenscharts Rang 189 (Stand: 2023). Dabei wird er besonders häufig in Bayern und im Saarland vergeben. Als Zweitname erfreut sich Alexandra auch heute noch großer Beliebtheit. Im Jahr 2023 stand er auf Rang 50 der Hitliste der beliebtesten Folgenamen.
In Österreich erfreute sich der Name Alexandra vor allem im ausgehenden 20. Jahrhundert großer Beliebtheit. Bis 2001 zählte er zu den 50 beliebtesten Mädchennamen des Landes. Nach der Jahrtausendwende sank die Popularität des Namens. Jedoch verließ er erst im Jahr 2017 erstmalig die Top-100 der Vornamenscharts. Zuletzt stand Alexandra auf Rang 125 der Vornamenscharts. Der Name wurde von 1984 bis 2022 rund 8.000 Mal vergeben.
In der Schweiz wird Alexandra seit den 1930er Jahren regelmäßig in der Namensgebung berücksichtigt. Mitte der 1960er Jahre stieg seine Beliebtheit stark an. Von Ende der 1960er Jahre bis zur Jahrtausendwende zählte er stets zu den beliebtesten Mädchennamen. Seine Popularität sank seitdem. Er verließ die Top-100 im Jahr 2009. Von 1930 bis 2022 wurde der Name rund 13.600 Mal vergeben.
Der Name kommt nachweislich auch in der Namensgebung von Liechtenstein vor.

### Englischer Sprachraum
Im englischen Sprachraum fand der Name Alexandra [ˌæl.ɨɡ.ˈzæn.dɹə] lange Zeit nur selten Verwendung. Erst im 20. Jahrhundert gewann er – eingebracht durch Skandinavien und Osteuropa – auch hier an Popularität.
In Großbritannien gewann der Name durch die Königsgattin Alexandra bereit im ausgehenden 19. Jahrhundert an Beliebtheit. In England und Wales ist er nach wie vor geläufig. Im Jahr 2011 verließ er die Top-100 der Vornamenscharts, zuletzt stand er auf Rang 161 (Stand 2021). Alexandra zählte in Schottland bereits Ende der 1930er bis in die Mitte 1960er Jahre zu den 100 beliebtesten Mädchennamen. Im Jahr 1990 trat er erneut in diese Hitliste ein und erreichte mit Rang 54 seine höchste Platzierung im Jahr 1996. Zuletzt erreichte er die Top-100 im Jahr 2016. In Nordirland fand sich der Name im Jahr 2013 zuletzt in der Top-100 der Vornamenscharts.
In Irland zählte Alexandra seit den 1990er Jahren immer wieder zu den 100 meistgewählten Mädchennamen.
Alexandra gewann in den USA vor allem ab den 1960er Jahren an Popularität. Von 1984 bis 2014 zählte er zu den 100 beliebtesten Mädchennamen. Dabei wurde er vor allem in den 1990er Jahren gerne gewählt. Zuletzt sank seine Beliebtheit, sodass er im Jahr 2022 auf Rang 189 der Vornamenscharts stand.
In Kanada stieg 1982 in die Top-100 der Vornamenscharts auf. Den Höhepunkt erreichte die Popularität in den 1990er Jahren. Zwischen 1989 und 2000 zählte der Name zur Top-20 und erreichte mit Rang 11 seine höchste Platzierung in den Jahren 1995 und 1996. In Québec erreichte er zwischen 1990 und 1998 sogar die Top-10 und stand 1995 an der Spitze der Vornamenscharts.
In Australien erlangte der Name im Jahr 1969 seine erste Platzierung in der Top-100 der Vornamenscharts. Von 1977 bis 2015 fand er sich in dieser Hitliste. Ihren Höhepunkt erreichte die Popularität zwischen 1988 und 1995, als er zur Top-20 zählte.
Alexandra zählte in Neuseeland von 1985 bis 2014 (Ausnahme: 2010) zu den 100 meistgewählten Mädchennamen. Vor allem in den 1990er Jahren war beliebt, erreichte jedoch nie die Topränge.

### Weitere Länder
In Brasilien gewann der Name Alexandra [a.le.ˈʃɐ̃.dɾɐ] in den 1960er Jahren rapide an Popularität. In den 1970er und 1980er Jahren zählte er zu den beliebtesten Mädchennamen. Danach sank seine Beliebtheit leicht. In Portugal zählt Alexandra [ɐ.lɨ.ˈʃɐ̃̃.dɾɐ] immer noch zu den beliebtesten Vornamen und stand im Jahr 2018 auf Rang 95 der Hitliste.
Zwar ist der Name Alexandra [a.lek.ˈsan.dɾa] in Spanien geläufig, jedoch erreichte er bislang nur vereinzelt die Hitliste der 100 beliebtesten Mädchennamen. Dagegen hat sich der Name in Katalonien in der Top-100 etabliert. Im Jahr 2022 stand er auf Rang 97 der Hitliste.
In Frankreich gewann der Name Alexandra [a.ləɡ.zɑ̃.dʁa] vor allem in den 1960er Jahren an Popularität. Von 1969 bis 2003 zählte er zu den 100 beliebtesten Mädchennamen und erreichte den Höhepunkt seiner Popularität zwischen 1974 und 1994. Dabei erreichte der Name zweimal die Top-20 der Hitliste (1978 und 1979). Insbesondere seit der Jahrtausendwende verlor der Name an Popularität und geriet in den 2010er Jahren außer Mode. Seit 2022 zählt er nicht mehr zu den 500 meistgewählten Mädchennamen des Landes.
Der Name Alexandra zählte in Belgien bis 2003 zu den 100 beliebtesten Mädchennamen. Seitdem sank die Beliebtheit.
In den Niederlanden wird Alexandra seit 1930 alljährlich bei der Namenswahl berücksichtigt. Besonders beliebt war der Name von Ende der 1950er bis Ende der 1970er Jahre. Seit der Jahrtausendwende ist der Name nur noch mäßig beliebt. Von 1930 bis 2022 wurden circa 11.600 Mädchen so genannt.
Auch in Tschechien ist der Name Alexandra [ˈa.lɛk.san.dra] weit verbreitet. Im Jahr 1945 stieg er in die Top-100 der Vornamenscharts auf, die er lediglich im Jahr 1969 verließ. Die Top-50 konnte der Name jedoch nie erreichen. Im Jahr 2016 stand er auf Rang 88 der Hitliste. Um die Jahrtausendwende zählte Alexandra [ˈɒ.lɛk.sɒn.drɒ] in Ungarn zu den 10 beliebtesten Mädchennamen. Im Laufe der Jahre sank die Popularität des Namens, sodass er im Jahr 2022 nur noch auf Rang 98 der Vornamenscharts stand. In Polen war Alexandra [alɛkˈsandra] ebenfalls geläufig, geriet jedoch Ende der 2010er Jahre außer Mode.
Der Name Alexandra fand sich in Norwegen vor allem zu Beginn des 20. Jahrhunderts unter den 100 beliebtesten Mädchennamen. Mit Rang 67 erreichte er seine höchste Platzierung im Jahr 2005. In Schweden zählte er bis 2009 zur Top-100 der Vornamenscharts. Auch in Island ist der Name Alexandra beliebt. Im Jahr 2016 belegte er Rang 26 der Hitliste. In Dänemark wird der Name seit 1985 jedes Jahr vergeben, er ist aber nur mäßig beliebt.

## Namenstage
An folgenden Tagen wird der Namenstag von Alexandra gefeiert:
- 21. März: nach Alexandra von Amisium (auch am 20. März gefeiert)
- 21. April: nach der Märtyrerin Alexandra von Rom
- 18. Mai: nach Alexandra von Ankara

## Varianten
- Belarusisch: Аляксандра Aljaksandra
  - Diminutiv: Алеся Alesja
- Bulgarisch: Александра Aleksandra
  - Diminutiv: Александрина Aleksandrina, Ася Asja, Сашка Saschka
- Deutsch:
  - Diminutiv: Alexa, Sandra
- Englisch: Alexandrea, Alexandria, Alexandrina
  - Irisch: Alastríona
  - Diminutiv: Alex, Alexa, Alexina, Ali, Allie, Ally, Alyx, Drina, Lexa, Lexi, Lexie, Lexine, Lexy, Sandie, Sandra, Sandy, Sasha, Saundra, Sondra, Zandra
- Estnisch: Aleksandra
- Finnisch: Aleksandra
- Französisch: Alexandrie
  - Diminutiv: Alexandrine, Sandra, Sandrine, Sasha
- Georgisch: ალექსანდრა Aleksandra
- Griechisch: Ἀλεξάνδρα Aléxandra
  - Diminutiv: Αλέκα Aléka
- Italienisch: Alessandra
  - Diminutiv: Alessa, Sandra
- Kroatisch: Aleksandra
  - Diminutiv: Sanda, Sandra, Saša
- Lettisch: Aleksandra
  - Diminutiv: Sanda, Sandra, Santa
- Litauisch: Aleksandra
  - Diminutiv: Sandra
- Mazedonisch: Александра Aleksandra
  - Diminutiv: Сандра Sandra, Сашка Saška
- Niederländisch:
  - Diminutiv: Alex, Sandra, Sascha, Xandra
- Norwegisch:
  - Diminutiv: Sandra
- Polnisch: Aleksandra
  - Diminutiv: Ola, Sandra
- Portugiesisch: Alexandrina
  - Diminutiv: Sandra
- Rumänisch: Alexandrina
  - Diminutiv: Andra, Sanda, Sandra
- Russisch: Александра Aleksandra
  - Diminutiv: Алекс Aleks, Александрина Aleksandrina, Саня Sanja, Саша Sascha, Алеся Alesja, Аля Alja, Ася Asja, Олеся Olesja, Сашенька Saschenka, Шура Schura
- Schwedisch:
  - Diminutiv: Sandra, Sassa
- Serbisch: Александра Aleksandra
  - Diminutiv: Сандра Sandra, Саша Saša
- Slowenisch: Aleksandra
  - Diminutiv: Alja, Sandra, Saša, Saška
- Spanisch: Alejandra
  - Diminutiv: Ale, Sandra
- Tschechisch:
  - Diminutiv: Sandra
- Ukrainisch: Александра Aleksandra, Олександра Oleksandra
  - Diminutiv: Алекс Aleks, Саша Sascha, Олеся Olesja, Леся Lesja
- Ungarisch:
  - Diminutiv: Alexa, Szandra

Für männliche Varianten: siehe Alexander#Varianten

## Namensträger

### Einzelname
- Alexandra (1942–1969), deutsche Sängerin
- Alexandra († 29 v. Chr.), Prinzessin aus der Dynastie der Hasmonäer
- Alexandra von Ägypten, ägyptische Einsiedlerin, Heilige
- Alexandra Amalie von Bayern (1826–1875), Prinzessin von Bayern und Schriftstellerin
- Alexandra von Dänemark (1844–1925), Prinzessin von Dänemark und durch Heirat Königin von Großbritannien und Irland
- Alexandra von Frederiksborg (* 1964), dänische Adelige, Prinzessin von Dänemark
- Alexandra von Griechenland (1921–1993), griechische Adelige, Prinzessin von Griechenland, Königin von Jugoslawien
- Alexandra von Griechenland und Dänemark (1870–1891), durch Heirat Großfürstin von Russland aus dem Haus Romanow-Holstein-Gottorp
- Alexandra Prinzessin von Hannover (1937–2015), deutsche Politikerin (CDU) und Philanthropin
- Alexandra von Hannover und Cumberland (1882–1963), letzte Großherzogin des Landesteils Mecklenburg-Schwerin
- Alexandra von Litauen, Prinzessin von Litauen, Herzogin von Masowien
- Alexandra von Luxemburg (* 1991), luxemburgische Prinzessin, Prinzessin von Nassau und Bourbon-Parma
- Alexandra von Oldenburg (1838–1900), deutsche Prinzessin, Großfürstin von Russland und Nonne
- Alexandra von Sachsen-Altenburg (1830–1911), russische Großfürstin
- Alexandra von Sachsen-Coburg und Gotha (1878–1942), Mitglied der britischen Königsfamilie und durch Heirat Fürstin zu Hohenlohe-Langenburg
- Alexandra Viktoria von Schleswig-Holstein-Sonderburg-Glücksburg (1887–1957), Prinzessin von Preußen

### Vorname

#### A
- Alexandra Abbt (* 1971), Schweizer Politikerin (CVP)
- Alexandra Abornewa (* 1986), kasachische Gewichtheberin
- Alexandra Adi (* 1971), US-amerikanische Schauspielerin
- Alexandra Adler (1901–2001), österreichisch-US-amerikanische Neurologin, Psychiaterin und Spezialistin für Gehirn-Traumata
- Alexandra Agiurgiuculese (* 2001), italienische Turnerin
- Alexandra Coelho Ahndoril (* 1966), schwedische Schriftstellerin und Literaturkritikerin
- Alexandra Y. Aikhenvald (* 1957), russisch-australische Sprachwissenschaftlerin, spezialisiert auf Sprachtypologie
- Alexandra Alfes, deutsche Fußballspielerin
- Alexandra Nikolajewna Alikina (* 1990), russische Biathletin
- Alexandra Amaro (* 1972), brasilianische Kugelstoßerin und Diskuswerferin
- Alexandra Anatra (1913–1973), deutsche Filmeditorin
- Alexandra Nikititschna Annenskaja (1840–1915), russische Schriftstellerin
- Alexandra Andrejewna Antonowa (1932–2014), samische Schriftstellerin und Sprachaktivistin
- Alexandra Apfelbaum (* 1977), deutsche Kunsthistorikerin und Hochschullehrerin
- Alexandra Araujo (* 1972), italienische Wasserballspielerin
- Alexandra Arrieche, brasilianische Dirigentin und Komponistin
- Alexandra Wassiljewna Artjuchina (1889–1969), sowjetische Partei- und Staatsfunktionärin
- Alexandra Attalides (* 1958), zypriotische Politikerin (Volt)

#### B
- Alexandra Iwanowna Babinzewa (* 1993), russische Judoka
- Alexandra Bachzetsis (* 1974), Schweizer Videokünstlerin, Installationskünstlerin und Performancekünstlerin
- Alexandra Iljinitschna Baranzewa (* 2001), russische Skispringerin
- Alexandra Barré (* 1958), kanadische Kanutin
- Alexandra Bastedo (1946–2014), britische Schauspielerin
- Alexandra Beaton (* 1994), kanadische Schauspielerin und Tänzerin
- Alexandra Becker (1925–1990), deutsche Schauspielerin und Schriftstellerin
- Alexandra Becker (* 1995), deutsche Politikerin (SPD), MdL
- Alexandra Beilharz (* 1963), deutsche Übersetzerin französischer Literatur, Sachbücher und Filme
- Alexandra Bell (* 1992), englische Leichtathletin
- Alexandra Bellow (1935–2025), rumänisch-US-amerikanische Mathematikerin
- Alexandra von Berckholtz (1821–1899), deutsche Malerin
- Alexandra von Berlichingen (1941–2023), deutsche Festspielleiterin
- Alexandra Berlin (* 1988), deutsche Journalistin
- Alexandra Bernhardt (* 1974), deutsche Schriftstellerin, Übersetzerin und Herausgeberin
- Alexandra Beverfjord (* 1977), norwegische Journalistin und Autorin
- Alexandra Bezeková (* 1992), slowakische Leichtathletin
- Alexandra Binnenkade (* 1969), Schweizer Historikerin
- Alexandra Bircken (* 1967), deutsche Installations- und Objektkünstlerin
- Alexandra Dmitrijewna Birjukowa (1895–1967), russisch-kanadische Architektin
- Alexandra Bíróová (* 1991), slowakische Fußballspielerin
- Alexandra Bleyer (* 1974), österreichische Historikerin und Autorin
- Alexandra Bogojevic (* 1951), deutsche Schauspielerin
- Alexandra Boiger, Kinderbuchautor und Kinderbuchillustrator
- Alexandra Igorewna Boikowa (* 2002), russische Eiskunstläuferin
- Alexandra Borbély (* 1986), ungarische Schauspielerin
- Alexandra Nikolajewna Bortitsch (* 1994), russische Schauspielerin
- Alexandra Botez (* 1995), kanadisch-amerikanische Schachspielerin, Streamerin und Pokerspielerin
- Alexandra Boulat (1962–2007), französische Fotografin
- Alexandra Boylan (* 1979), US-amerikanische Schauspielerin, Drehbuchautorin und Filmproduzentin
- Alexandra Bozovic (* 1999), australische Tennisspielerin
- Alexandra Bracken (* 1987), amerikanische Schriftstellerin
- Alexandra Brandner, deutsche Theaterschneiderin, Gewandmeisterin und Kostümbildnerin
- Alexandra Branicka (1754–1838), russische Adlige, Kammerzofe und persönliche Hofdame der russischen Zarin Katharina II.
- Alexandra Breckenridge (* 1982), US-amerikanische Schauspielerin und Fotografin
- Alexandra Brodski (* 1989), deutsch-russische Regisseurin und Drehbuchautorin
- Alexandra Bruce (* 1990), kanadische Badmintonspielerin
- Alexandra Bujdosó (* 1990), deutsche Säbelfechterin
- Alexandra Bura (* 1993), deutsche Volleyballspielerin
- Alexandra Burghardt (* 1994), deutsche Sprinterin
- Alexandra Burke (* 1988), britische Popsängerin
- Alexandra W. Busch (* 1975), deutsche Provinzialrömische Archäologin
- Alexandra Petrowna Buschilowa (* 1960), sowjetisch-russische Anthropologin und Hochschullehrerin
- Alexandra Byrne (* 1962), US-amerikanische Kostümbildnerin
- Alexandra Bøje (* 1999), dänische Badmintonspielerin

#### C
- Alexandra Cadanțu-Ignatik (* 1990), rumänische Tennisspielerin
- Alexandra Camenșcic (* 1988), moldauische Biathletin
- Alexandra Caró (* 1985), österreichische Sängerin und Songwriterin
- Alexandra Carpentier (* 1987), französische Mathematikerin und Hochschullehrerin
- Alexandra Cassan-Ferrier (* 1989), französische Triathletin
- Alexandra Chando (* 1986), US-amerikanische Schauspielerin
- Alexandra Chaves (* 2001), kanadische Schauspielerin und Tänzerin
- Alexandra Chick (* 1947), simbabwische Hockeyspielerin
- Alexandra Sergejewna Chochlowa (1897–1985), sowjetische Schauspielerin und Drehbuchautorin
- Alexandra Petrowna Chwostowa (1768–1853), russische Schriftstellerin
- Alexandra Coletti (* 1983), italienisch-monegassische Skirennläuferin
- Alexandra Collin (* 1994), französische Fußballschiedsrichterin
- Alexandra Coomber (* 1973), britische Skeletonfahrerin
- Alexandra Coppinger (* 1996), australische Schauspielerin
- Alexandra Cordes (1935–1986), deutsche Schriftstellerin
- Alexandra Croak (* 1984), australische Turnerin und Wasserspringerin
- Alexandra Cuffel, US-amerikanische Judaistin
- Alexandra Naldera Curzon (1904–1995), britische Adelige

#### D
- Alexandra Daddario (* 1986), US-amerikanische Schauspielerin
- Alexandra Dahlström (* 1984), schwedische Schauspielerin
- Alexandra Damaschin (* 1991), rumänische Tennisspielerin
- Alexandra Dionissijewna Danilowa (1903–1997), russisch-US-amerikanische Balletttänzerin und Choreografin
- Alexandra Danner (* 1999), deutsche Skilangläuferin
- Alexandra Daum (* 1986), österreichische Skirennläuferin
- Alexandra David-Néel (1868–1969), französische Reiseschriftstellerin und ordinierte buddhistische Nonne in Tibet
- Alexandra DeLoof (* 1994), US-amerikanische Schwimmerin
- Alexandra Dill (* 1982), Schweizer Politikerin (SP)
- Alexandra Dindiligan (* 1997), rumänische Handballspielerin
- Alexandra Dinges-Dierig (* 1953), deutsche Volkswirtin und Politikerin (CDU), MdHB, MdB
- Alexandra Doerk (* 1968), deutsche Theaterschauspielerin, Komikerin, Sängerin, Hörspiel- und Synchronsprecherin
- Alexandra Doke (* 2003), US-amerikanische Schauspielerin
- Alexandra Désirée Dorfmeister-Stix (* 1970), österreichische Politikerin (LIF, ÖVP), Landtagsabgeordnete
- Alexandra Sergejewna Dowgan (* 2007), russische Pianistin
- Alexandra Dowling (* 1990), britische Schauspielerin
- Alexandra Duckworth (* 1987), kanadische Snowboarderin
- Alexandra Duff, 2. Duchess of Fife (1891–1959), Mitglied der britischen königlichen Familie
- Alexandra Dulgheru (* 1989), rumänische Tennisspielerin
- Alexandra Duncan, amerikanische Science-Fiction- und Fantasy-Schriftstellerin und Bibliothekarin
- Alexandra Dürr (* 1962), französische Genetikerin

#### E
- Alexandra Eala (* 2005), philippinische Tennisspielerin
- Alexandra Earl-Givan (* 1970), US-amerikanische Hammerwerferin
- Alexandra Elbakyan (* 1988), kasachische Programmiererin, Gründerin von Sci-Hub
- Alexandra Emilianov (* 1999), moldauische Leichtathletin
- Alexandra Emmerling (* 1999), deutsche Fußballspielerin
- Alexandra Engelhardt (* 1982), deutsche Ringerin
- Alexandra Engen (* 1988), schwedische Mountainbikerin
- Alexandra Eremia (* 1987), rumänische Kunstturnerin
- Alexandra Ernst (* 1965), deutsche Übersetzerin
- Alexandra Escobar (* 1980), ecuadorianische Gewichtheberin
- Alexandra Exter (1882–1949), russisch-französische Malerin und Kunstlehrerin

#### F
- Alexandra Andrejewna Fedoriwa (* 1988), russische Sprinterin, Hürdenläuferin und Staffel-Olympiasiegerin
- Alexandra Feeney (* 1989), australische Bogenschützin
- Alexandra Felgrová (* 1979), slowakische Badmintonspielerin
- Alexandra Michaela Filcová (* 2004), slowakische Eiskunstläuferin
- Alexandra Filonenko (* 1972), russische Komponistin
- Alexandra Finder (* 1977), deutsche Schauspielerin
- Alexandra Fischer-Hunold (* 1966), deutsche Schriftstellerin
- Alexandra Flint (* 1996), deutsche Schriftstellerin
- Alexandra Flood (* 1990), australische Opernsängerin der Stimmlage Sopran
- Alexandra Föderl-Schmid (* 1971), österreichische Journalistin, stv. Chefredakteurin der Süddeutschen Zeitung
- Alexandra Fonsatti (* 1993), deutsch-italienische Schauspielerin
- Alexandra Fonseca (* 1970), brasilianische Beachvolleyballspielerin
- Alexandra Illmer Forsythe (1918–1980), US-amerikanische Informatikerin
- Alexandra Föster (* 2002), deutsche Ruderin
- Alexandra Freund (1967–2001), deutsche Fernsehmoderatorin und Programmsprecherin
- Alexandra Frick (* 1990), Schweizer Unihockeyspielerin
- Alexandra Fridrich (* 1968), deutsche Rechtsanwältin und Richterin
- Alexandra Frosterus-Såltin (1837–1916), finnische Malerin der Düsseldorfer Schule
- Alexandra Fuller (* 1993), südafrikanische Squashspielerin
- Alexandra Fusai (* 1973), französische Tennisspielerin

#### G
- Alexandra Galinova (* 1936), deutsche Künstlerin
- Alexandra Prinzessin Galitzyn (1905–2006), russische Prinzessin aus dem Fürstenhaus Galitzin
- Alexandra Gandi-Ossau (* 1968), rumänische Schauspielerin und Intendantin am Deutschen Staatstheater Temeswar und Lehrstuhlinhaberin der West-Universität Temeswar
- Alexandra Gärtner (* 1973), deutsche Fußballspielerin
- Alexandra Gavilano (* 1989), Schweizer Klimaschutzaktivistin
- Alexandra van der Geer (* 1963), niederländische Paläontologin
- Alexandra Geese (* 1968), deutsche Dolmetscherin und Politikerin (Bündnis 90/Die Grünen), MdEP
- Alexandra Geiger (* 1974), deutsche Schlagersängerin
- Alexandra Gentara (* 1974), deutsche Unternehmerin, Verlegerin, Lektorin und Autorin
- Alexandra Gerhard-García (* 1974), deutsch-venezolanische Schlagzeugerin und Ärztin
- Alexandra Gerlach (* 1963), deutsche Moderatorin, Journalistin und Publizistin
- Alexandra Andrejewna Glagolewa-Arkadjewa (1884–1945), russisch-sowjetische Physikerin und Hochschullehrerin
- Alexandra Sergejewna Glaskowa (* 2006), russische Freestyle-Skierin
- Alexandra Alexejewna Glasunowa (* 2000), russische Nordische Kombiniererin
- Alexandra Goloubitskaia (* 1980), moldauisch-russisch-österreichische Pianistin und Liedbegleiterin in Österreich
- Alexandra Gonin (* 1967), französische Schauspielerin
- Alexandra Sergejewna Gontscharowa (* 1992), russische Radsportlerin
- Alexandra Jurjewna Gorjatschkina (* 1998), russische Schachgroßmeisterin
- Alexandra Gottschlich (* 1982), deutsche Schauspielerin
- Alexandra Goy (* 1944), feministische deutsche Rechtsanwältin
- Alexandra Grauvogl (* 1981), deutsche Skirennläuferin und Skicrosserin
- Alexandra Gray (* 1995), britische Fernsehmoderatorin und Schauspielerin
- Alexandra Grein (* 1965), deutsche Fußballspielerin
- Alexandra Grey (* 1991), US-amerikanische Schauspielerin
- Alexandra Grimal (* 1980), französische Jazzmusikerin
- Alexandra Grintschischina (* 1995), kasachische Tennisspielerin
- Alexandra Gripenberg (1857–1913), finnische Sozialaktivistin, Autorin, Journalistin, Zeitungsverlegerin und Politikerin
- Alexandra von Grote (* 1944), deutsche Schriftstellerin, Regisseurin und Drehbuchautorin
- Alexandra Grünberger (* 1980), österreichische Skeletonsportlerin
- Alexandra Grund-Wittenberg (* 1971), deutsche evangelische Theologin auf dem Gebiet des Alten Testament
- Alexandra Gusetti (* 1962), österreichische Philosophin

#### H
- Alexandra Haberkamp (* 1966), deutsche Juristin und Richterin am Bundesgerichtshof
- Alexandra Harder (1905–2001), deutsche Malerin
- Alexandra Hartmann (1969–2014), deutsche Theater- und Filmschauspielerin
- Alexandra Hasler (* 1997), Schweizer Snowboarderin
- Alexandra Hasluck (1908–1993), australische Schriftstellerin
- Alexandra Hedison (* 1969), US-amerikanische Schauspielerin, Regisseurin, Drehbuchautorin und Fotografin
- Alexandra Helmig (* 1975), deutsche Schauspielerin, Autorin, Sprecherin und Sängerin
- Alexandra Henkel (* 1971), deutsche Schauspielerin
- Alexandra Henkel (* 1972), deutsche Kinderdarstellerin der ZDF-Weihnachtsserie Ron und Tanja
- Alexandra Hiersemann (* 1960), deutsche Rechtsanwältin und Politikerin (SPD)
- Alexandra Hildebrandt (* 1959), deutsche Museumsleiterin und Menschenrechtsaktivistin
- Alexandra Hildebrandt (* 1970), deutsche Autorin
- Alexandra Hilverth (* 1960), österreichische Schauspielerin und Kunstmanagerin
- Alexandra Hirschi (* 1985), australische Moderatorin, Vloggerin und Influencerin
- Alexandra Höffgen (* 1993), deutsche Ruderin
- Alexandra Hofmann (* 1974), deutsche Schlagersängerin
- Alexandra Höglund (* 1990), schwedische Fußballspielerin
- Alexandra Holden (* 1977), US-amerikanische Schauspielerin
- Alexandra Holtsch (* 1960), deutsche Komponistin, DJ und Regisseurin
- Alexandra Horn (* 1987), deutsche Schauspielerin, Synchronsprecherin und Musicaldarstellerin
- Alexandra Hulley (* 1997), australische Hammerwerferin
- Alexandra Hüsgen (* 1989), deutsche Schauspielerin

#### I
- Alexandra Ianculescu (* 1991), rumänisch-kanadische Eisschnellläuferin und Radsportlerin
- Alexandra Ihringová (* 1975), britische Schiedsrichterin
- Alexandra Andrejewna Ijewlewa (* 1987), russische Eiskunstläuferin
- Alexandra Iordache (* 2003), rumänische Tennisspielerin
- Alexandra Ossipowna Ischimowa (1805–1881), russische Kinder- und Jugendbuchautorin und Übersetzerin
- Alexandra Ivanova, österreichische Jazzmusikerin (Piano, Komposition)
- Alexandra Ivanova, russische Konzertpianistin und Cembalistin
- Alexandra Helga Ívarsdóttir (* 1989), isländische Schönheitskönigin

#### J
- Alexandra Alexandrowna Jablotschkina (1866–1964), bedeutende russische Schauspielerin am Moskauer Maly-Theater
- Alexandra Jakobi (1841–1918), russische Schriftstellerin, Journalistin, Publizistin, Verlegerin und Feministin
- Alexandra Jóhannsdóttir (* 2000), isländische Fußballspielerin
- Alexandra Alexandrowna Joschkina (1908–1974), sowjetische Schauspielerin
- Alexandra Jule (* 1989), australische Schachspielerin
- Alexandra Jungo (* 1964), Schweizer Rechtswissenschaftlerin
- Alexandra Jupiter (* 1990), französische Volleyball- und Beachvolleyballspielerin

#### K
- Alexandra Michailowna Kalmykowa (1850–1926), russische bzw. sowjetische Pädagogin und Hochschullehrerin
- Alexandra Kalweit (* 1977), deutsche Schauspielerin
- Alexandra Kamp (* 1966), deutsche Schauspielerin
- Alexandra Karastoyanova-Hermentin (* 1968), österreichische Komponistin und Pianistin russisch-bulgarischer Herkunft
- Alexandra Karle (* 1967), deutsche Journalistin und Geschäftsleiterin von Amnesty International Schweiz
- Alexandra Kassen (1923–2017), deutsche Theaterleiterin
- Alexandra Kauka (* 1950), deutsche Verlegerin
- Alexandra Kautzky-Willer (* 1962), österreichische Internistin, Professorin für Gender Medicine
- Alexandra Keil (* 1978), deutsche Basketballnationalspielerin
- Alexandra Kemmerer (* 1972), deutsche Rechtswissenschaftlerin, Rechtswissenschaftshistorikerin und Publizistin
- Alexandra Kertz-Welzel (* 1970), deutsche Musikerin und Musikwissenschaftlerin
- Alexandra Alexandrowna Kirjaschowa (* 1985), russische Leichtathletin
- Alexandra Kleeman (* 1986), US-amerikanische Schriftstellerin
- Alexandra Klei (* 1973), deutsche Architekturtheoretikerin und Historikerin
- Alexandra-Maria Klein (* 1972), deutsche Biologin und Professorin für Ökosystem-Dienstleistungen
- Alexandra Klim (* 1972), deutsche Fernsehmoderatorin, Schauspielerin und Filmproduzentin
- Alexandra Klineman (* 1989), US-amerikanische Volleyball- und Beachvolleyballspielerin
- Alexandra Kloiber (* 1989), österreichische Schauspielerin, Sprecherin und Autorin
- Alexandra Kluge (1937–2017), deutsche Ärztin und Schauspielerin
- Alexandra von Koczian (* 1972), deutsche Schauspielerin
- Alexandra Michailowna Kollontai (1872–1952), russische Revolutionärin, Diplomatin und Schriftstellerin
- Alexandra Kondracke (* 1970), US-amerikanische Filmregisseurin, Fernsehregisseurin, Kamerafrau und Drehbuchautorin
- Alexandra Kordes (* 1969), deutsche Filmproduzentin und Kamerafrau
- Alexandra Jurjewna Korelowa (* 1977), russische Dressurreiterin
- Alexandra Konstantinowna Kostenjuk (* 1984), russisch-schweizerische Schachspielerin und Schachweltmeisterin
- Alexandra Kremer († 1999), deutsche Triathletin
- Alexandra Kröber (* 1982), deutsche Fernsehmoderatorin
- Alexandra Leonie Kronberger (* 1990), österreichische Schauspielerin
- Alexandra Krosney (* 1988), US-amerikanische Schauspielerin
- Alexandra Pawlowna Krutikowa (1851–1919), russische Opernsängerin (Mezzosopran)
- Alexandra Kubasta (* 1986), deutsche Handballspielerin
- Alexandra Kui (* 1973), deutsche Schriftstellerin
- Alexandra Kurt (* 1997), luxemburgisch-deutsche Filmregisseurin und Drehbuchautorin
- Alexandra Kury (* 1977), deutsche Fußballspielerin
- Alexandra Gennadjewna Kustowa (* 1998), russische Skispringerin
- Alexandra Kyle (* 1988), US-amerikanische Schauspielerin

#### L
- Alexandra Lacrabère (* 1987), französische Handballspielerin
- Alexandra Gräfin Lambsdorff (* 1945), deutsche Volkswirtin
- Alexandra Lamy (* 1971), französische Schauspielerin
- Alexandra Landsberg (* 1968), deutsche Politikerin (Bündnis 90/Die Grünen), MdL
- Alexandra Lange (* 1951), deutsche Synchronsprecherin
- Alexandra Langley (* 1991), englische Badmintonspielerin
- Alexandra Maria Lara (* 1978), deutsch-rumänische Schauspielerin
- Alexandra Lavizzari (* 1953), Schweizer Schriftstellerin
- Alexandra Lazić (* 1994), schwedische Volleyballspielerin
- Alexandra Ledermann (* 1969), französische Springreiterin
- Alexandra Lehmler (* 1979), deutsche Jazzmusikerin
- Alexandra Lencastre (* 1965), portugiesische Schauspielerin
- Alexandra N. Lenz (* 1971), deutsche Sprachwissenschaftlerin
- Alexandra Alexandrowna Leonowa (* 1964), sowjetisch-russische Basketballspielerin
- Alexandra Lexer (* 1983), österreichische Schlagersängerin und DSDS-Teilnehmerin
- Alexandra Liedl (* 1979), deutsche Psychologin, Psychotherapeutin und Sachbuchautorin
- Alexandra Liedtke (* 1979), deutsche Schauspielerin und Regisseurin
- Alexandra von Lieven (* 1974), deutsche Ägyptologin
- Alexandra Maria Linder (* 1966), deutsche Publizistin und Übersetzerin
- Alexandra Lipp (* 1984), deutsche Eisschnellläuferin
- Alexandra Alexandrowna Ljutowa (1919–2012), sowjetische Schauspielerin, Regieassistentin und Regisseurin des Zweiten Stabes
- Alexandra London (* 1973), französische Schauspielerin
- Alexandra Losito (* 1972), deutsche Schauspielerin und Musicaldarstellerin
- Alexandra Louison (* 1982), französische Triathletin
- Alexandra Ludwig (* 1965), deutsche Synchronsprecherin
- Alexandra Ludwig (* 1968), deutsche Volleyballspielerin
- Alexandra Lundström (* 1998), schwedische Handballspielerin

#### M
- Alexandra Wiktorowna Machrowskaja (1917–1997), sowjetisch-russische Architektin, Stadtplanerin und Städtebauerin
- Alexandra Maerz (* 1972), deutsche Basketballtrainerin
- Alexandra Makarová (* 1985), slowakisch-österreichische Drehbuchautorin und Regisseurin
- Alexandra Malloy (* 1994), US-amerikanische Volleyballspielerin
- Alexandra Manly (* 1996), australische Radsportlerin
- Alexandra Manzei (* 1964), deutsche Soziologin
- Alexandra Marinescu (* 1982), rumänische Kunstturnerin
- Alexandra Marinina (* 1957), russische Krimi-Schriftstellerin
- Alexandra Martini (* 1990), deutsche Schauspielerin und Journalistin
- Alexandra Martini (* 1972), deutsche Designerin und Hochschullehrerin
- Alexandra Masterson (* 1963), US-amerikanische Schauspielerin
- Alexandra Mathis (* 1992), österreichische Badmintonspielerin
- Alexandra Maurer (* 1982), Schweizer Fernseh- und Radiomoderatorin sowie Redakteurin
- Alexandra Maxeiner (* 1971), deutsche Schriftstellerin
- Alexandra Mazzucco (* 1993), deutsche Handballspielerin
- Alexandra Xenofontowna Medwednikowa (1814–1899), russische Mäzenin
- Alexandra Meisl (* 1978), deutsche Handballspielerin
- Alexandra Meissnitzer (* 1973), österreichische Skirennläuferin
- Alexandra Meixner (* 1971), österreichische Ultratriathletin
- Alexandra Sergejewna Merkulowa (* 1995), russische Rhythmische Sportgymnastin
- Alexandra Meyer (* 1994), deutsche Handballspielerin
- Alexandra Meyer (* 1984), Schweizer Künstlerin
- Alexandra Milchan (* 1972), französische Filmproduzentin
- Alexandra Milon (* 1982), rumänische Badmintonspielerin
- Alexandra Morton (* 1957), kanadisch-US-amerikanische Meeresbiologin sowie Umweltschützerin
- Alexandra Motschmann (* 1966), deutsche Schriftstellerin und Poetin
- Alexandra Mueller (* 1988), US-amerikanische Tennisspielerin
- Alexandra Müller-Jontschewa (* 1948), deutsch-bulgarische Malerin und Grafikerin
- Alexandra Munteanu (* 1980), rumänische Skirennläuferin
- Alexandra Grigorjewna Murawjowa (1804–1832), Ehefrau des Dekabristen Nikita Michailowitsch Murawjow

#### N
- Alexandra Nancarrow (* 1993), australische Tennisspielerin
- Alexandra do Nascimento (* 1981), brasilianische Handballspielerin
- Alexandra Natschewa (* 2001), bulgarische Dreispringerin
- Alexandra Navrotsky (* 1943), US-amerikanische Geochemikerin
- Alexandra Ndolo (* 1986), deutsche Degenfechterin
- Alexandra Nechita (* 1985), rumänische Künstlerin
- Alexandra Neldel (* 1976), deutsche Schauspielerin und Synchronsprecherin
- Alexandra Norman (* 1983), kanadische Squashspielerin
- Alexandra Wassiljewna Nowossjolowa (1900–1986), sowjetische Chemikerin und Hochschullehrerin

#### O
- Alexandra Alexejewna Obolenskaja (1831–1890), russische Adlige, Verfechterin der Frauenbildung in Russland, Schulgründerin und Mäzenin
- Alexandra Obrist (* 1993), italienische Naturbahnrodlerin
- Alexandra Ogilvy (* 1936), britische Adlige, Mitglied der Britischen Königsfamilie
- Alexandra Opatschanowa (* 1989), kasachische Ruderin
- Alexandra Iwanowna Ordina (* 1987), russische Boxerin
- Alexandra Ordolis (* 1986), kanadische Filmschauspielerin
- Alexandra Andrejewna Orlowa (* 1997), russische Freestyle-Skierin
- Alexandra Osborne (* 1995), australische Tennisspielerin
- Alexandra Jakowlewna Owtschinnikowa (1915–2009), sowjetische bzw. russische Straßenbau-Ingenieurin, Historikerin und Politikerin

#### P
- Alexandra Nikolajewna Pachmutowa (* 1929), sowjetische und russische Komponistin
- Alexandra Alexandrowna Panowa (* 1989), russische Tennisspielerin
- Alexandra Petrowna Panowa (1899–1981), russische bzw. sowjetische Schauspielerin und Synchronsprecherin
- Alexandra Park (* 1989), australische Schauspielerin
- Alexandra Paszkowska (* 1945), deutsche Fotografin, Autorin und Schauspielerin
- Alexandra Patsavas (* 1968), US-amerikanischer Musical Supervisor
- Alexandra Paul (* 1963), US-amerikanische Schauspielerin
- Alexandra Leonidowna Pawlowa (1964–2013), sowjetisch-russische Architektin, Künstlerin und Hochschullehrerin
- Alexandra Wjatscheslawowna Pazkewitsch (* 1988), russische Synchronschwimmerin
- Alexandra Perina-Werz (* 1976), Schweizer Politikerin (CVP)
- Alexandra Pernkopf (* 1991), österreichische Schauspielerin
- Alexandra Petersamer (* 1968), deutsche Opern-, Lied-, Konzert- und Oratoriensängerin (Mezzosopran)
- Alexandra Petzschmann (* 2005), deutsche Schauspielerin
- Alexandra Philipps (* 1975), deutsches Fotomodell sowie Schönheitskönigin
- Alexandra Louise Rosenfield Phillips (* 1985), britische Politikerin (GPEW), MdEP
- Alexandra Pichl (* 1978), deutsche Politikerin (Bündnis 90/Die Grünen)
- Alexandra Pichler-Jessenko (* 1966), österreichische Politikerin (ÖVP), Abgeordnete zum Landtag Steiermark
- Alexandra Pinell (* 2002), costa-ricanische Fußballspielerin
- Alexandra Pirici (* 1982), rumänische Performancekünstlerin und Filmschauspielerin
- Alexandra Platzer (* 1986), österreichische Politikerin (ÖVP), Mitglied des Bundesrates
- Alexandra Plaza (* 1994), deutsche Hochspringerin
- Alexandra Pohlmeier (* 1960), deutsche Filmemacherin und Produzentin
- Alexandra Polzin (* 1975), deutsche Fernsehmoderatorin
- Alexandra Popp (* 1991), deutsche Fußballspielerin
- Alexandra Romanowna Pospelowa (* 1998), russische Tennisspielerin
- Alexandra Wiktorowna Potanina (1843–1893), russische Geografin und Forschungsreisende
- Alexandra Potter (* 1970), britische Romanautorin
- Alexandra Povòrina (1885–1963), russisch-deutsche Malerin
- Alexandra Powers (* 1967), US-amerikanische Schauspielerin
- Alexandra Prechal (* 1959), niederländische Juristin und Richterin
- Alexandra Pretorius (* 1996), kanadische Skispringerin
- Alexandra Prince (* 1975), deutsche Sängerin und Songwriterin
- Alexandra Jurjewna Prokopjewa (* 1994), russische Skirennläuferin
- Alexandra Prusa (* 1955), Schweizer Schauspielerin, Sängerin (Tango Argentino), Filmemacherin und Künstlerin
- Alexandra Przyrembel (* 1965), deutsche Historikerin und Hochschullehrerin
- Alexandra Purvis (* 1988), kanadische Schauspielerin
- Alexandra Putra (* 1986), französische Schwimmerin

#### R
- Alexandra Raisman (* 1994), US-amerikanische Kunstturnerin
- Alexandra Alexandrowna Rajewa (* 1992), russische Curlerin
- Alexandra Ramm-Pfemfert (1883–1963), deutsch-russische Übersetzerin, Publizistin und Galeristin
- Alexandra Ranner (* 1967), deutsche Künstlerin
- Alexandra Rapaport (* 1971), schwedische Schauspielerin
- Alexandra Germanowna Rasarjonowa (* 1990), russische Triathletin
- Alexandra Reck, deutsche Golferin, Medaillengewinnerin bei Special Olympics Deutschland
- Alexandra von Rehlingen (* 1959), deutsche Managerin
- Alexandra Reimann (* 1974), deutsche Fußballspielerin
- Alexandra Reimer (* 1972), deutsche Theater- und Fernsehschauspielerin
- Alexandra Reinprecht (* 1974), österreichische Opern- und Konzertsängerin (Sopran)
- Alexandra Reinwarth (* 1973), deutsche Journalistin und Buchautorin
- Alexandra Remmes (1946–2015), deutsche Schriftkünstlerin, Buchmalerin und Malerin
- Alexandra Rexová (* 2005), slowakische Skirennläuferin
- Alexandra Rietz (* 1971), deutsche Polizeioberkommissarin, Schauspielerin und Moderatorin
- Alexandra Rigos (* 1968), deutsche Wissenschaftsautorin, Journalistin und Bloggerin
- Alexandra Riley (* 1991), US-amerikanische Tennisspielerin
- Alexandra Ripley (1934–2004), US-amerikanische Schriftstellerin
- Alexandra Roach (* 1987), britische Schauspielerin
- Alexandra Robbins (* 1976), US-amerikanische Autorin und Journalistin
- Alexandra Robl (* 1975), österreichische Alpinistin, Leistungs-, Ski- und Höhenbergsteigerin
- Alexandra Wassiljewna Rodionowa (* 1984), russische Rennrodlerin
- Alexandra Roehler (* 1975), deutsche Modedesignerin
- Alexandra Röhl (1899–1976), deutsche Malerin, Modistin und Schriftstellerin
- Alexandra Romanowa (* 1990), kasachische Hürdenläuferin
- Alexandra Nikolajewna Romanowa (1825–1844), russische Großfürstin
- Alexandra Pawlowna Romanowa (1783–1801), Mitglied des Hauses Romanow-Holstein-Gottorp
- Alexandra Rose (* 1946), US-amerikanische Filmproduzentin und Drehbuchautorin
- Alexandra Rosenfeld (* 1986), französische Schönheitskönigin (Miss Europe 2006)
- Alexandra Rotan (* 1996), norwegische Sängerin
- Alexandra Rügler (* 1988), deutsche Comic-Künstlerin
- Alexandra Russ (* 1970), deutsche Schwimmerin

#### S
- Alexandra Iwanowna Sabelina (1937–2022), sowjetische Fechterin
- Alexandra Sahlen (* 1982), US-amerikanische Fußballspielerin
- Alexandra Saljubowskaja (* 2002), kasachische Sprinterin
- Alexandra Salmela (* 1980), slowakische Schriftstellerin
- Alexandra Fjodorowna Salnikowa (1900–1975), sowjetische Theater- und Film-Schauspielerin
- Alexandra Sanford (* 1999), US-amerikanische Tennisspielerin
- Alexandra Sassina (* 1993), kasachische Biathletin
- Alexandra Schalaudek (* 1975), deutsche Schauspielerin
- Alexandra Schekowa (* 1987), bulgarische Snowboarderin
- Alexandra Scheld (* 1981), deutsche Tischtennisspielerin
- Alexandra Schewtschenko (* 1988), ukrainische Frauenrechtlerin, Aktivistin der Gruppe FEMEN
- Alexandra Schiffer (* 1982), deutsche Schauspielerin und Kunsthistorikerin
- Alexandra Schiller (* 1996), deutsche Schauspielerin
- Alexandra Schiller (* 1989), deutsche Schauspielerin, Synchronsprecherin und Komikerin
- Alexandra Alexandrowna Schirjajewa (* 1983), russische Beachvolleyballspielerin
- Alexandra von Schleinitz (1842–1901), deutsche Schriftstellerin
- Alexandra Schmidt (* 1994), österreichische Schauspielerin
- Alexandra Schmied (* 1990), deutsche Musikerin
- Alexandra Schmitt (1861–1941), deutsche Schauspielerin
- Alexandra Schörghuber (* 1958), deutsche Unternehmerin
- Alexandra Schreiber (* 1963), deutsche Judo-Weltmeisterin und -Europameisterin
- Alexandra Schröder (* 1984), deutsche Sängerin
- Alexandra Wassiljewna Schtschekotichina-Potozkaja (1892–1967), russisch-sowjetische Malerin, Illustratorin und Grafikerin
- Alexandra Wassiljewna Schukowskaja (1842–1899), russische Hofdame
- Alexandra Schwald (* 1976), deutsche Fußballtorhüterin
- Alexandra Schwartzbrod (* 1960), französische Journalistin und Schriftstellerin
- Alexandra Schwell (* 1975), deutsche Anthropologin
- Alexandra von Schwerin (* 1962), deutsche Schauspielerin und Hörspielsprecherin
- Alexandra Seefisch (* 1976), deutsche Schauspielerin
- Alexandra Sell (* 1968), deutsche Regisseurin und Drehbuchautorin
- Alexandra Selzer (* 1995), deutsche Leichtathletin
- Alexandra Senfft (* 1961), deutsche Islamwissenschaftlerin, Journalistin und Autorin
- Alexandra Shaw (* 1983), deutsche Basketballnationalspielerin
- Alexandra Shipp (* 1991), US-amerikanische Schauspielerin und Sängerin
- Alexandra Silk (* 1963), US-amerikanische Pornodarstellerin und Regisseurin und Mitglied der AVN Hall of Fame
- Alexandra Silva (* 1984), portugiesische Informatikerin und Mathematikerin
- Alexandra Simons-de Ridder (* 1963), deutsche Dressurreiterin
- Alexandra Sinelnikova (* 1994), deutsche Schauspielerin russischer Herkunft
- Alexandra Singer (* 1987), US-amerikanische Fußballspielerin
- Alexandra Jurjewna Skotschilenko (* 1990), russische Künstlerin und Aktivistin für den Frieden
- Alexandra Ossipowna Smirnowa (1809–1882), mit Puschkin, Gogol und Lermontow befreundete russische Hofdame
- Alexandra Gawrilowna Sneschko-Blozkaja (1909–1980), sowjetische Zeichentrickfilmerin
- Alexandra Socha (* 1990), amerikanische Schauspielerin und Musicaldarstellerin
- Alexandra Lwowna Sokolowskaja, russische marxistische Revolutionärin
- Alexandra Sontheimer (* 1987), deutsche Radrennfahrerin
- Alexandra Sorina (1899–1973), russische Schauspielerin
- Alexandra Sostmann (* 1970), deutsche Pianistin
- Alexandra Soumm (* 1989), französische Violinistin
- Alexandra Staib (* 1985), deutsche Filmschauspielerin, Fernsehredakteurin und Filmproduzentin
- Alexandra Stamatopoulou (* 1986), griechische Schwimmerin bei Para-Wettbewerben
- Alexandra Stan (* 1989), rumänische Pop-Sängerin
- Alexandra Stegmann (* 1983), deutsche Fußballspielerin
- Alexandra Stein (* 1998), US-amerikanische Volleyballspielerin
- Alexandra Nikolajewna Stepanowa (* 1995), russische Eiskunstläuferin
- Alexandra Stevenson (* 1980), US-amerikanische Tennisspielerin
- Alexandra Stewart (* 1939), kanadische Schauspielerin
- Alexandra Stoian (* 1983), rumänische Biathletin
- Alexandra Stolley (* 1968), deutsche TV-Rechtsanwältin
- Alexandra Nikolajewna Strekalowa (1821–1904), russische Wohltäterin
- Alexandra Stréliski (* 1985), kanadische Pianistin und Komponistin
- Alexandra Strunin (* 1989), polnische Sängerin
- Alexandra Sukhareva (* 1983), russische Plastikerin und Installationskünstlerin
- Alexandra Surer (* 1969), Schweizer Schauspielerin und Autorin
- Alexandra Sydow (* 1973), deutsche Schauspielerin
- Alexandra Szarvas (* 1992), ungarische Fußballspielerin

#### T
- Alexandra Olegowna Tabakowa (* 1966), russische Schauspielerin
- Alexandra Tanda (* 1962), österreichische Politikerin (ÖVP), Abgeordnete zum Nationalrat
- Alexandra Tavernier (* 1993), französische Hammerwerferin
- Alexandra von Teuffenbach (* 1971), italienische katholische Theologin
- Alexandra Thein (* 1963), deutsche Politikerin (FDP), MdEP
- Alexandra-Maria Timmel (* 1965), österreichische Schauspielerin
- Alexandra Pawlowna Tjaschowa (1901–1978), sowjetische Geologin und Paläontologin
- Alexandra Tobor (* 1981), deutsche Schriftstellerin
- Alexandra Tondeur (* 1987), belgische Triathletin
- Alexandra Töpfner (* 1996), ungarische Handballspielerin
- Alexandra Ivett Tóth (* 1991), ungarische Fußballspielerin
- Alexandra Trkola (* 1965), Virologin und Professorin für Medizinische Virologin
- Alexandra Wjatscheslawowna Trussowa (* 2004), russische Eiskunstläuferin
- Alexandra Georgijewna Tschudina (1923–1990), sowjetische Leichtathletin
- Alexandra Tsiavou (* 1985), griechische Ruderin

#### U
- Alexandra Uhlig (* 1981), deutsche Handballspielerin
- Alexandra Ungureanu (* 1981), rumänische Sängerin
- Alexandra Urban (* 1984), deutsche Tischtennisspielerin
- Alexandra Uță (* 2007), rumänische Leichtathletin

#### V
- Alexandra Vacano (* 1971), deutsche Journalistin und Fernsehmoderatorin
- Alexandra Vagramov (* 2001), kanadische Tennisspielerin
- Alexandra Vandernoot (* 1965), belgische Schauspielerin
- Alexandra Vecic (* 2002), deutsche Tennisspielerin
- Alexandra Verbovsek, deutsche Ägyptologin
- Alexandra Vogt (* 1970), deutsche Malerin, Fotografin und Videokünstlerin
- Alexandra Völker (* 1986), deutsche Comiczeichnerin

#### W
- Alexandra Wachter (* 1989), österreichische Politikjournalistin und TV-Moderatorin
- Alexandra Wladimirowna Walischina (* 1987), russische Sommerbiathletin
- Alexandra Walsh (* 2001), US-amerikanische Schwimmerin
- Alexandra Walter (* 1978), deutsche Politikerin (AfD), MdL
- Alexandra Weaver (* 1985), britische Schauspielerin
- Alexandra Weis (* 1993), deutsche Schauspielerin
- Alexandra Wenk (* 1995), deutsche Schwimmerin
- Alexandra Werwath (* 1993), deutsche Politikerin (Bündnis 90/Die Grünen)
- Alexandra Wesolowski (* 1985), deutsche Filmregisseurin und Drehbuchautorin polnischer Herkunft
- Alexandra Wester (* 1994), deutsche Leichtathletin
- Alexandra Westmeier (* 1973), russisch-deutsche Dokumentarfilmerin
- Alexandra von der Weth (* 1968), deutsche Opernsängerin (Sopran) und Stimmbildnerin
- Alexandra Wilcke (* 1968), deutsche Schauspielerin, Synchronsprecherin und Sängerin
- Alexandra Wilke (* 1996), deutsche Basketballspielerin
- Alexandra von Wolff-Stomersee (1894–1982), deutsch-baltische, italienische Psychoanalytikerin
- Alexandra Worden (* 1970), amerikanische Ozeanographin
- Alexandra Worisch (* 1965), österreichische Synchronschwimmerin
- Alexandra Andrejewna Worobjowa (* 1989), russische Sängerin
- Alexandra von Wrede (1926–2018), deutsch-ungarische Wohltäterin und Ehrendame des Souveränen Malteserordens
- Alexandra Würzbach (* 1968), deutsche Journalistin

#### X
- Alexandra Xanthaki, griechische Rechtswissenschaftlerin und Menschenrechtsexpertin

#### Y
- Alexandra Yangel (* 1992), russische Geigerin und Opernsängerin (Mezzosopran)

#### Z
- Alexandra Zazzi (* 1966), schwedische Journalistin und Köchin